# هاغي وليامز
هاغي وليامز (بالإنجليزية: Hughie Williams)‏ هو نقابي أسترالي، ولد في 3 سبتمبر 1933، وتوفي في 15 أكتوبر 2017.

## وصلات خارجية
- هاغي وليامز على موقع أوليمبيديا (الإنجليزية)
- هاغي وليامز على موقع اللجنة الأولمبية الأسترالية (الإنجليزية)